# تطور صغروي
التطور الصغروي أو التطور المجهري أو الدقيق أو المكروي هو التغيرات التي تطرأ على تواترات الألائل في التجمع على مر الزمن. وهذا التغير يمكن أن يحدث بفعل أربع عمليات مختلفة: التطفر (حدوث الطفرات)، الاصطفاء (الطبيعي والاصطناعي)، انسياب الجينات، والانحراف الجيني.
الوراثيات السكانية هو الفرع في علم الأحياء الذي يزود المبنى الرياضياتي لدراسة عملية التطور الصغري. الوراثيات البيئية تتناول دراسة التطور الصغري في البرية. إجمالاً، الأمثلة على التطور التي يمكن ملاحظتها تكون أمثلة على التطور الصغري، مثل السلالات البكتيرية التي لديها مقاومة للمضادات الحيوية.

## أصل المصطلح
استخدم مصطلح التطور الميكروي أو الصغري لأول مرة من قبل عالم النبات روبرت غرينليف ليفيت في دورية بوتانيكال غازيت في عام 1909، حيث كتب عن ما أطلق عليه «لغز» نشأة ما له شكل عن ما ليس له شكل.
...إن التطور الصغري يشكل جزءًا لا يتجزأ من مشكلة التطور الكبرى، وهو موجود في أساسها، لذلك فعلينا أن نفهم العملية الأصغر قبل أن نتمكن من أن نفهم جيدا العملية الأشمل...
لكن ليفيت كان يستخدم المصطلح ليصف ما يسمى الآن البيولوجيا النمائية، ولم يكتسب مصطلحي التطور الكبروي والصغري معناهما الحديث قبل استخدام عالم الحشرات الروسي يوري فيليبتشنكو إياهما بلغة عمله الألمانية (Variabilität und Variation). وقد أدخل المصطلح لاحقا إلى العالم الناطق بالإنجليزية بواسطة ثيودوسيس دوبزانسكي في كتابه علم الجينات وأصل الأنواع (1937).

## الاختلاف عن التطور الكبروي
يصف كلا من التطور الكبروي والتطور الصغروي عمليات متشابهة في أساسها عبر نطاقات زمنية مختلفة. يشير التطور الصغري إلى التغيرات التطورية الصغيرة (وهي ما يوصف بالتغيرات في التواتر الأليلي) داخل نوع أو مجموعة حيوية. بينما يصف التطور الكبروي التطور على نطاق البرك الجينية المنعزلة. كما تركز دراسات التطور الكبروي على التغير الذي يحدث على مستوى، أو أعلى من مستوى، النوع.

## الطفرات
الطفرات هي تغيرات تحدث في سلسلة الدنا لجينوم الخلية، وتحدث عن طريق الإشعاع، الفيروسات، الجينات القافزة، والكيميائيات المطفرة، وكذلك الأخطاء التي تحدث أثناء الانقسام الاختزالي أو تضاعف الدنا. عادة ما تحدث الأخطاء بالتحديد في عملية تضاعف الدنيا، أي في بلمرة الظفيرة الثانية. قد تحدث هذه الأخطاء أيضا بفعل الكائن الحي نفسه، عن طريق العمليات الخلوية كالتطفر المفرط. يمكن للطفرات أن تؤثر على النمط الظاهري للكائن الحي، خصوصا إذا حدثت في تسلسل الشفرة الجينية البروتينية للجين. تكون معدلات الأخطاء في العادة منخفضة جدا –خطأ واحد في كل 10 – 100 ملايين من القواعد– نظرا لقدرة بوليمراز الدنا على التصحيح. ومن دون القدرة على التصحيح، ستكون معدلات الأخطاء أكبر ألف مرة؛ فالكثير من الفيروسات تعتمد على بوليمراز الدنا والرنا التي تفتقر إلى القدرة على التصحيح، وبذلك تكون معدلات الطفرات لديها أعلى. يطلق على العمليات التي تزيد من معدل التغير في الدنا «المطفِّر». والكيميائيات المطفرة تعزز الأخطاء في تضاعف الدنا، وذلك في العادة بالتدخل في بنية الازدواج القاعدي، بينما يتسبب الإشعاع فوق البنفسجي في الطفرات بإحداث ضرر في بنية الدنا. يحدث الضرر الكيميائي للدنا بشكل طبيعي أيضا، وتستخدم الخلايا آليات إصلاح الدنا لإصلاح انعدامات التطابق والكسور في الدنا –ورغم ذلك، فأحيانا يفشل الإصلاح في إعادة الدنا إلى تسلسله الأصلي.
في حالة الكائنات الحية التي تستخدم التعابر الكروموسومي لتبادل الدنا وإعادة تجميع الجينات، فإن الأخطاء المتراصة أثناء الانقسام الاختزالي قد تتسبب في حدوث طفرات. تكون الأخطاء الحادثة في التعابر بالأخص محتملة الحدوث حينما تتسبب تسلسلات متماثلة في أن تتبنى الكروموسومات تراصا خاطئا، جاعلة بذلك بعض المناطق في الجينوم أكثر عرضة للتطفر. تتسبب هذه الطفرات في إحداث تغيرات بنيوية كبيرة في تسلسل الدنا –تضاعفات، انعكاسات، أو حذف لمناطق بأكملها، أو تبادل فجائي لأجزاء بأكملها بين كروموسومات مختلفة (الانتقال الكروموسومي).